# Limfabrikken
Limfabrikken var en gammel Holmbladsk familieejendom på Amagerbrogade, hvis historie går helt tilbage til 1778. Bygningen har i tidens løb undergået talrige om- og tilbygninger og er i dag det eneste levn af det gamle Amagerbro. Bygningen har siden 1920 huset Amagerbankens hovedkontor.